# كوليمي (كارولاينا الشمالية)
كوليمي (بالإنجليزية: Cooleemee, North Carolina)‏ هي بلدة أمريكية تقع في الولايات المتحدة في مقاطعة دافي. يقدر عدد سكانها بـ 960 نسمة ومساحتها 2.0 كم2 و وترتفع عن سطح البحر 225 متر.

## التركيبة السكانية
حدّد مكتب تعداد الولايات المتحدة بيانات التركيبة السكانية لكوليمي في تعداد الولايات المتحدة. في ما يلي، التركيبة السكانية حسب تعدادي 2000 و2010.

### تعداد عام 2000
بلغ عدد سكان كوليمي 905 نسمة بحسب تعداد عام 2000، وبلغ عدد الأسر 400 أسرة وعدد العائلات 254 عائلة مقيمة في البلدة. في حين سجلت الكثافة السكانية 452.5 نسمة لكل كيلومتر مربع (1,172.0/ميل2). وبلغ عدد الوحدات السكنية 456 وحدة بمتوسط كثافة قدره 228 لكل كيلومتر مربع (590.5/ميل2).
وتوزع التركيب العرقي للبلدة بنسبة 91.71% من البيض و5.41% من الأمريكيين الأفارقة و0.33% من الأمريكيين الأصليين و1.10% من الأعراق الأخرى و1.44% من عرقين مختلطين أو أكثر و4.09% من الهسبانيون أو اللاتينيون من أي عرق.
بلغ عدد الأسر 400 أسرة كانت نسبة 26.5% منها لديها أطفال تحت سن الثامنة عشر تعيش معهم، وبلغت نسبة الأزواج القاطنين مع بعضهم البعض 49.2% من أصل المجموع الكلي للأسر، ونسبة 8.5% من الأسر كان لديها معيلات من الإناث دون وجود شريك،  بينما كانت نسبة 5.8% من الأسر لديها معيلون من الذكور دون وجود شريكة وكانت نسبة 36.5% من غير العائلات. تألفت نسبة 32.8% من أصل جميع الأسر من عدة أفراد يعيشون في نفس المنزل ونسبة 18.2% كانت تتألف من شخص يعيش بمفرده يبلغ من العمر 65 عاماً أو أكثر. وبلغ متوسط حجم الأسرة المعيشية 2.26، أما متوسط حجم العائلات فبلغ 2.85.
بلغ العمر الوسطي للسكان 40.1 عاماً. وكانت نسبة 22% من القاطنين تحت سن الثامنة عشر، وكانت نسبة 7.4% بين الثامنة عشر والرابعة والعشرين عاماً، ونسبة 26.7% كانت واقعةً في الفئة العمرية ما بين الخامسة والعشرين والرابعة والأربعين عاماً، ونسبة 22.7% كانت ما بين الخامسة والأربعين والرابعة والستين، ونسبة 21.2% كانت ضمن فئة الخامسة والستين عاماً فما فوق. يوجد لكل 100 أنثى 103.8 ذكر، ويوجد لكل 100 أنثى في الثامنة عشر من عمرها فما فوق 97.2 ذكر.
بلغ متوسط دخل الأسرة في البلدة 29,833 دولارًا، أما متوسط دخل العائلة فبلغ 37,875 دولارًا. وكان متوسط دخل الذكور 26,705 دولارًا مقابل 20,813 دولارًا للإناث. وسجل دخل الفرد الخاص بالبلدة 17,148 دولارًا. وكانت نسبة 9.6% من العائلات ونسبة 12.4% من السكان تحت خط الفقر، وكان من هؤلاء نسبة 18.6% تحت سن الثامنة عشر ونسبة 8.2% في الخامسة والستين من العمر وما فوق.

### تعداد عام 2010
بلغ عدد سكان كوليمي 960 نسمة بحسب تعداد عام 2010، وبلغ عدد الأسر 372 أسرة وعدد العائلات 254 عائلة مقيمة في البلدة. في حين سجلت الكثافة السكانية 480 نسمة لكل كيلومتر مربع (1,243.2/ميل2). وبلغ عدد الوحدات السكنية 461 وحدة بمتوسط كثافة قدره 230.5 لكل كيلومتر مربع (597.0/ميل2).
وتوزع التركيب العرقي للبلدة بنسبة 81.25% من البيض و8.33% من الأمريكيين الأفارقة و0.83% من الأمريكيين الأصليين و0.21% من الأمريكيين ذوي الأصول الآسيوية و6.04% من الأعراق الأخرى و3.33% من عرقين مختلطين أو أكثر و7.71% من الهسبانيون أو اللاتينيون من أي عرق.
بلغ عدد الأسر 372 أسرة كانت نسبة 36.8% منها لديها أطفال تحت سن الثامنة عشر تعيش معهم، وبلغت نسبة الأزواج القاطنين مع بعضهم البعض 47% من أصل المجموع الكلي للأسر، ونسبة 17.2% من الأسر كان لديها معيلات من الإناث دون وجود شريك،  بينما كانت نسبة 4% من الأسر لديها معيلون من الذكور دون وجود شريكة وكانت نسبة 31.7% من غير العائلات. تألفت نسبة 27.2% من أصل جميع الأسر من عدة أفراد يعيشون في نفس المنزل ونسبة 11% كانت تتألف من شخص يعيش بمفرده يبلغ من العمر 65 عاماً أو أكثر. وبلغ متوسط حجم الأسرة المعيشية 2.58، أما متوسط حجم العائلات فبلغ 3.09.
بلغ العمر الوسطي للسكان 39.5 عاماً. وكانت نسبة 26% من القاطنين تحت سن الثامنة عشر، وكانت نسبة 7.2% بين الثامنة عشر والرابعة والعشرين عاماً، ونسبة 25.8% كانت واقعةً في الفئة العمرية ما بين الخامسة والعشرين والرابعة والأربعين عاماً، ونسبة 26.1% كانت ما بين الخامسة والأربعين والرابعة والستين، ونسبة 14.8% كانت ضمن فئة الخامسة والستين عاماً فما فوق. وتوزع التركيب الجنسي للسكان بنسبة 47.4% ذكور و52.6% إناث.

## أعلام
- جاك كراوتش
- باك جوردن